# ベイト・ラヒア
ベイト・ラヒア (Beit Lahia 又は Beit Lahiya; アラビア語: بيت لاهيا) はガザ地区の町で、パレスチナ国北ガザ県ジャバリア市北部にある。ベイト・ハヌーンに隣接し、イスラエル国境に近い。パレスチナ中央統計局によると、2017年の人口は89,838人である。

## 地理
「ラヒア (Lahia)」という言葉はシリア語で、「砂漠」「疲労」という意味である。そこは砂丘に囲まれており、中には海抜55メートル (180フィート) のものもある。この地域はエジプトイチジクの大木があることで知られている。町は新鮮で甘い水、ベリーや柑橘類でも有名である。イギリスの東洋学者エドワード・ヘンリー・パルマーによると、「ラヒア」は「ラヒ (Lahi) という人名から来ている。

## 歴史

### 古代ローマ時代
ベイト・ラヒアには古代の丘があり、近郊には放棄された村の遺構がある。ベテリア (Bethelia) として知られ、元々は異教徒の寺院があった。
5世紀の歴史家ソゾメノスによると、彼の一族は何世代にもわたりこの町に住んでいたが、アラフィオンという市民を奇跡により治癒した隠者ヒラリオンにより、町の人々はキリスト教に改宗し始めた。360年頃に村に隠者の屋敷が築かれ、ヒラリオンを継承する4人の隠者が住んだ。東ローマ帝国期の陶器が発見されている。

### 初期イスラム時代
サラート (イスラム教徒の日々の礼拝) の方角を示すミフラーブ、つまりモスクの壁面窪みは、ベイト・ラヒア西方にあるファーティマ朝末期からサラーフッディーンのアイユーブ朝初期にかけて建てられた古代モスクに残り、オスマン帝国期のガザ地域の他の2つのモスクにもある。ヤークート・アル＝ハマウィー (1229年没) は「ベイト・リヒア」について「ガザの近く」と記し、「果物の樹がたくさんある村」とも書いている。

### マムルーク朝時代
ベイト・ラヒアのサリム・アブ・ムサラムの廟の大理石の板には、マルムーク朝後期のナフス体の文字が書かれている。それはガザ総督アクバイ・アル・アシュラフィの4人の息子たちの墓碑銘で、イスラム歴897年第7月 (グレゴリオ暦1492年4月29日-5月9日) に皆亡くなったのだった。それは1491年から92年にかけてパレスチナを襲ったペストで没した子どもたちのことだと、当時の歴史家ムジル・アル・ディンは書いている。

### オスマン帝国時代
1517年、この村はパレスチナの他の地域と共に、オスマン帝国のダマスカス州に編入され、1596年には、ベイト・ラヒアはオスマン帝国のナーヒイエ (課税台帳) にガザ地域の小地区として記入された。そこには70世帯のムスリムが住み、小麦、大麦、夏季作物、葡萄畑、果樹、山羊、蜜蜂の巣などの様々な農産物に25%の固定税率が課されていた。
17世紀から18世紀にかけて、ベイト・ラヒアの地域はベドウィンからの圧迫により、集落の衰退が顕著になった。放棄された村の住民は存続した村落へ移住したが、村の土地は近隣の村により耕筰され続けた。
1838年、聖書学者エドワード・ロビンソンは、ベイト・ラヒアがガザ地域にあるムスリムの村と記録した。
1863年5月、フランスの探検家ヴィクトル・ゲランが村を訪れた。彼は次のように書いている。 
住民は250人で、細長い谷間にあり、よく耕作され、小高い砂丘に囲まれているので、とても暑い。この小さなオアシスは、四方を囲む砂丘の移動に絶え間なく脅かされていて、人々がその進行を止めようとしなければ、砂に埋没してしまうだろう。
1870年頃のオスマン帝国の村落一覧には、ベイト・ラヒアは人口394人、家屋は118軒と載っているが、人口は男性のみである。
1883年の『パレスチナ探査基金による西パレスチナ調査』によると、ベイト・ラヒアは「砂漠の中に手入れの良い菜園と大きく古くからのオリーブのある小さな農村である。村には小さなモスクがある」と記されている。

### パレスチナ委任統治期

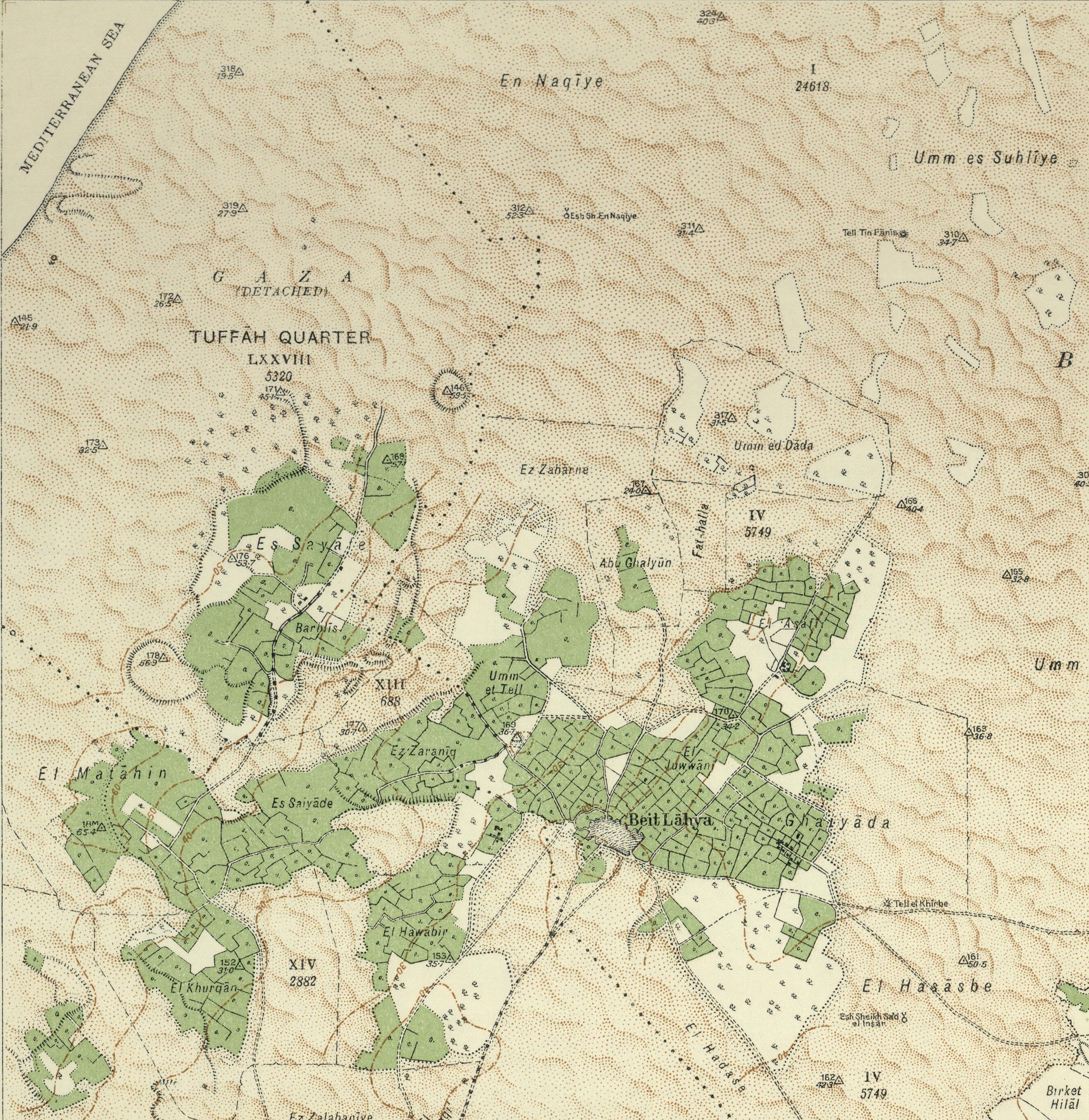
ベイト・ラヒア 1931年 1:20,000

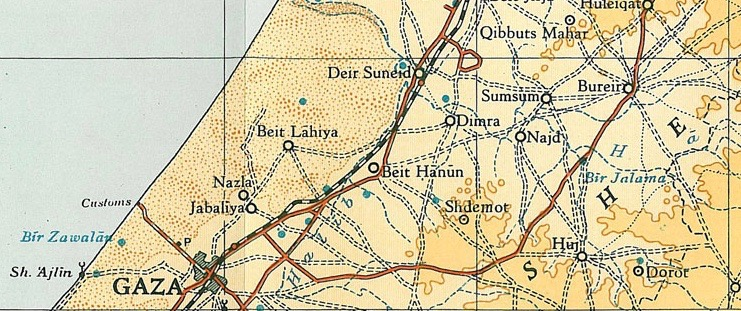
ベイト・ラヒア 1945年 1:250,000

イギリス委任統治領パレスチナ政府の行った1922年のパレスチナ国勢調査によると、ベイト・ラヒアの人口は871人で全てムスリムであったが、1931年の国勢調査では人口1,133人、全員ムスリム、住居は223戸であった。
1945年のパレスチナ村落統計では、ベイト・ラヒアの人口は1,700人のムスリムで、土地面積は38,376ドゥナムだった。これによると、134ドゥナムの土地は柑橘類とバナナの畑、1,765ドゥナムは灌漑用地、住宅地は18ドゥナムだった。

### 1948年以降
2005年1月4日、ベイト・ラヒアの住人7人が殺害され、その内6人は同家族だった。これは彼らが働いていた農地へのイスラエル国防軍 (IDF) の砲撃によるものとされた。
2006年6月9日、IDFのガザ海岸爆発事件|en|2006 Gaza beach explosionにより8人の市民が殺害された。死者にはアリ・ガリヤ家の7人も含まれていた。IDFは自分たちの責任ではないと主張した。町はガザ紛争 (2008年-2009年) の間しばしば空爆の標的となり、イスラエルとハマースとの戦場になっていた。
ガザ紛争の中、1月3日に起きたイブラヒム・アル・マカドナ・モスク襲撃事件は、日没後のマグリブ礼拝時にイスラエルのミサイルがイブラヒム・アル・マカドナ・モスクを襲撃したものだった。目撃者によると、その時200人以上のパレスチナ人が中で礼拝をしていた。6人の子どもを含む少なくとも14人が殺害され、60人以上が負傷した。

### 2023年パレスチナ・イスラエル戦争
2023年10月、パレスチナ・イスラエル戦争が勃発。
同年12月、イスラエル国防軍はガザ市を完全包囲するために、ベイト・ラヒアへ向けて攻撃を開始した。イスラエルはハマースの武装勢力を攻撃するための空爆だと主張した。彼らは市内の何か所かを占拠したが、ベイト・ラヒア全体を占領したわけではなかった。そのかわり、彼らは町を囲み、周辺の村や農場を占拠した。2024年1月、イスラエルはガザ北部のほとんどから撤退し、パレスチナ管理下のガザ市との地上連絡が復活した。2024年4月、イスラエル軍はネツァリム回廊を除くガザ地区全域から撤退し、アス=シアファなど北部の村をパレスチナの管理下へ戻したが、2024年5月にハマースが何か所かで再結成された結果、イスラエルのガザ北部への攻撃が再開した。
2024年12月、イスラエル軍は市内のマル・アドワン病院を「ハマースのテロリストの拠点」だとして周辺地域で作戦行動を展開。同月27日、強制的に医療関係者を病院外に退避させた。病院は市内最後の主要医療施設であったが、その後の火災により業務を停止した。

## 人口動態
ベイト・ラヒアの住人にはエジプトにルーツがある者がおり、一方でヘブロン山地域から移住したベドウィンもいる。